# 春日部駅

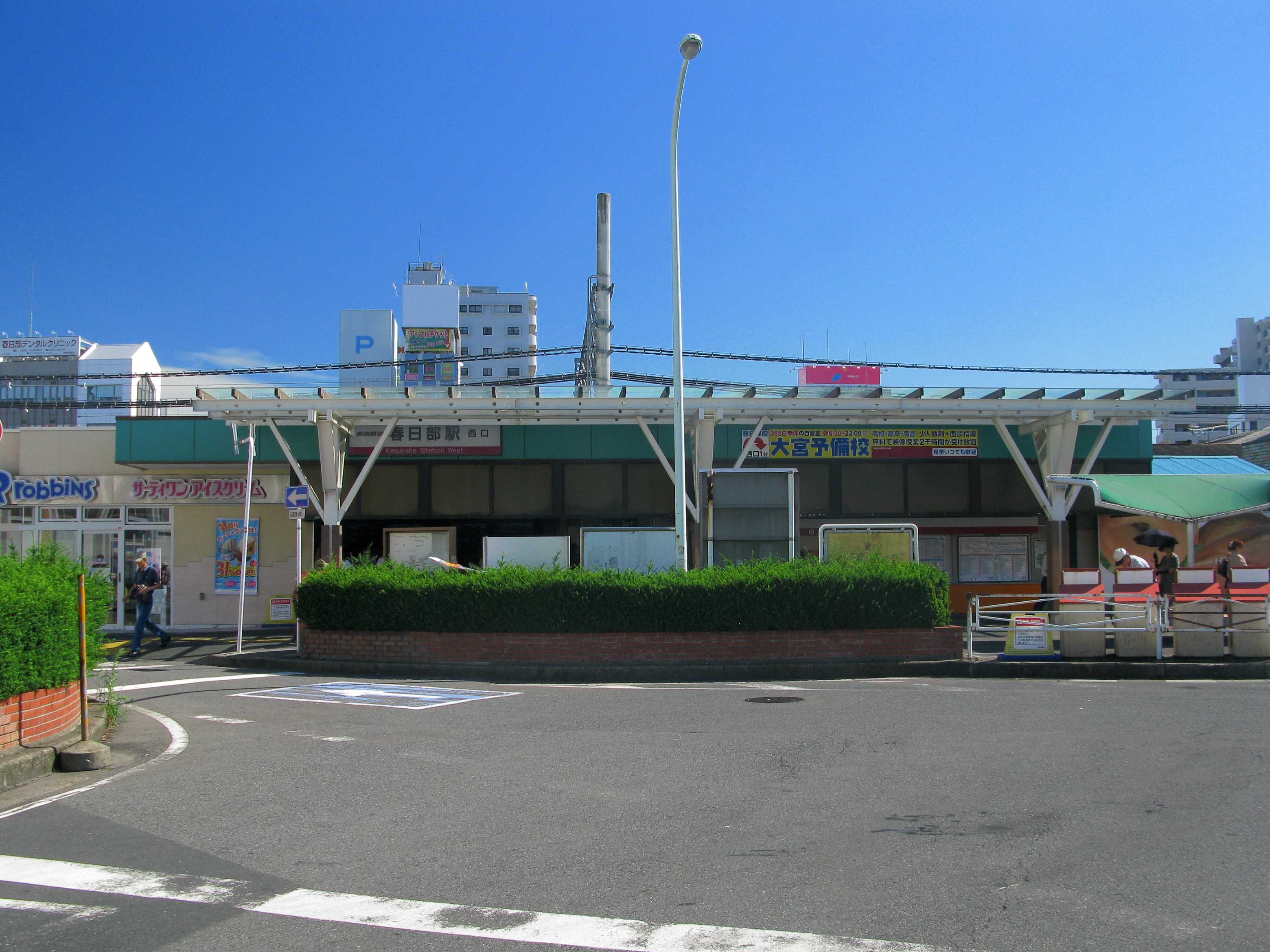
西口駅舎（2012年7月）

春日部駅（かすかべえき）は、埼玉県春日部市粕壁一丁目にある、東武鉄道の駅である。
伊勢崎線（「東武スカイツリーライン」の愛称区間に含まれる）と野田線（愛称「東武アーバンパークライン」）が交差し、接続駅となっている。
駅番号は両線共個別に与えられており、東武スカイツリーラインはTS 27、東武アーバンパークラインはTD 10となっている。

## 歴史
- 1899年（明治32年）8月27日：東武鉄道（現・東武伊勢崎線）開通時に粕壁駅（かすかべえき）として開設[1]。
- 1929年（昭和4年）
  - 11月17日：北総鉄道[注釈 2]（現・東武野田線）当駅 - 大宮（仮駅）間開通[2]。
  - 11月22日：北総鉄道が総武鉄道（2代）[注釈 2]へ改称。
- 1930年（昭和5年）10月1日：総武鉄道当駅 - 清水公園駅間開通[3]。
- 1944年（昭和19年）3月1日：陸上交通事業調整法に基づき、東武鉄道が総武鉄道を吸収合併。同時に総武鉄道線は野田線へ改称。
- 1949年（昭和24年）9月1日：春日部駅へ改称。（1944年（昭和19年）4月の町村合併に伴い、所在地が粕壁町から春日部町へ改称されたことに対応するもの）。
- 1966年（昭和41年）9月1日：伊勢崎線と帝都高速度交通営団（営団、現・東京地下鉄）日比谷線直通列車乗入開始。
- 1971年（昭和46年）12月1日：西口新設。
- 1976年（昭和51年）：駅東方に富士見町地下道新設[4]。
- 1999年（平成11年）3月16日：特急スペーシアの一部列車停車開始[広報 1]。
- 2001年（平成13年）3月28日：特急スペーシア全列車停車開始[広報 2]。
- 2003年（平成15年）3月19日：伊勢崎線と営団半蔵門線直通列車乗入開始。
- 2004年（平成16年）
  - 6月16日：浅草駅寄りにある跨線橋を西口まで延伸[広報 3]。
  - 10月19日：野田線東岩槻駅 - 当駅間複線化[広報 3]。東武動物公園駅寄りの跨線橋にエレベーターを4基設置[広報 3]。
- 2009年（平成21年）3月10日：野田線ホームへ発車メロディ導入。
- 2011年（平成23年）
  - 1月17日：1か月限定で、春日部駅構内通り抜け実証実験が行われる[広報 4]。
  - 1月21日：伊勢崎線ホームへ発車メロディ導入。
  - 2月16日：構内通り抜け実証実験終了。
- 2012年（平成24年）3月17日：駅ナンバリング導入[広報 5]。当駅には東武スカイツリーラインのTS 27と、野田線のTD 10の2つの番号が付与された[広報 5]。なお、東武線における二重付番は当駅のみである。
- 2013年（平成25年）3月16日 - ダイヤ改正に伴い、日中の区間準急が廃止。日中に浅草駅に向かう列車は、特急の他は2時間に1本の運用となった区間快速のみで、それ以外は東京メトロ日比谷線と東京メトロ半蔵門線・東急田園都市線直通列車が大半を占める運用となった[広報 6]。
- 2014年（平成26年）1月28日：発車標更新、接近チャイム導入。
- 2016年（平成28年）11月3日：『クレヨンしんちゃん』のアニメ放映25周年を記念し、当駅でクレヨンしんちゃんのラッピング電車の出発式が行われる。
- 2017年（平成29年）
  - 4月21日：ダイヤ改正に伴い、リバティきぬ・けごん・会津・りょうもうと「スカイツリーライナー」、「アーバンパークライナー」の停車駅になる[5][広報 7]。一方で快速と区間快速は廃止された[広報 8]。
  - 12月15日：当面の間、西口駅名看板をクレヨンしんちゃんオリジナルデザインへ変更[6][広報 9]。
- 2018年（平成30年）10月1日：発車メロディを『クレヨンしんちゃん』3代目オープニングテーマ「オラはにんきもの」に変更[広報 10][7][8]。
- 2019年（平成31年）3月8日：当駅付近連続立体交差事業が都市計画決定。
- 2021年（令和3年）3月30日：高架化工事着手[9]。
- 2023年（令和5年）2月4日：高架化工事に伴い、東口仮駅舎使用開始[広報 11]。
- 2024年（令和6年）5月12日：高架化工事に伴い、東武スカイツリーライン上り仮ホーム（1・2番線）の供用を開始[広報 12]。

## 駅構造
単式ホーム・島式ホーム3面6線を有する地上駅で、東口・西口それぞれに駅舎と改札口がある。駅舎と各ホーム間は南・北2本の跨線橋で連絡しているが、東西自由通路のような機能はない。
構内には貨物取扱を行っていた時の名残で側線があり、回送列車待避などに使用されている。この側線には5番線（高架化工事前は2番線も）と言う運転番線が割り振られている。なお、6番線は現在は欠番となっている（後述）。

### のりば
| 番線 | 路線                               | 方向 | 行先 |
| ---- | ---------------------------------- | ---- | --- |
| 1    | 東武スカイツリーライン（伊勢崎線） | 上り | 新越谷・北千住・とうきょうスカイツリー・浅草・ 日比谷線 中目黒・ 半蔵門線 渋谷・ 東急田園都市線 中央林間方面 |
| 2    | 東武スカイツリーライン（伊勢崎線） | 上り | 新越谷・北千住・とうきょうスカイツリー・浅草・ 日比谷線 中目黒・ 半蔵門線 渋谷・ 東急田園都市線 中央林間方面 |
| 3    | 東武スカイツリーライン（伊勢崎線） | 下り | 東武動物公園・ 伊勢崎線 館林・ 日光線 南栗橋・東武日光・ 鬼怒川線 鬼怒川温泉方面                             |
| 4    | 東武スカイツリーライン（伊勢崎線） | 下り | 東武動物公園・ 伊勢崎線 館林・ 日光線 南栗橋方面                                                             |
| 7    | 東武アーバンパークライン（野田線） | 下り | 柏方面 |
| 8    | 東武アーバンパークライン（野田線） | 上り | 大宮方面 |

- 上記の路線名は旅客案内上の名称（「東武スカイツリーライン」、「東武アーバンパークライン」は愛称）で表記している。

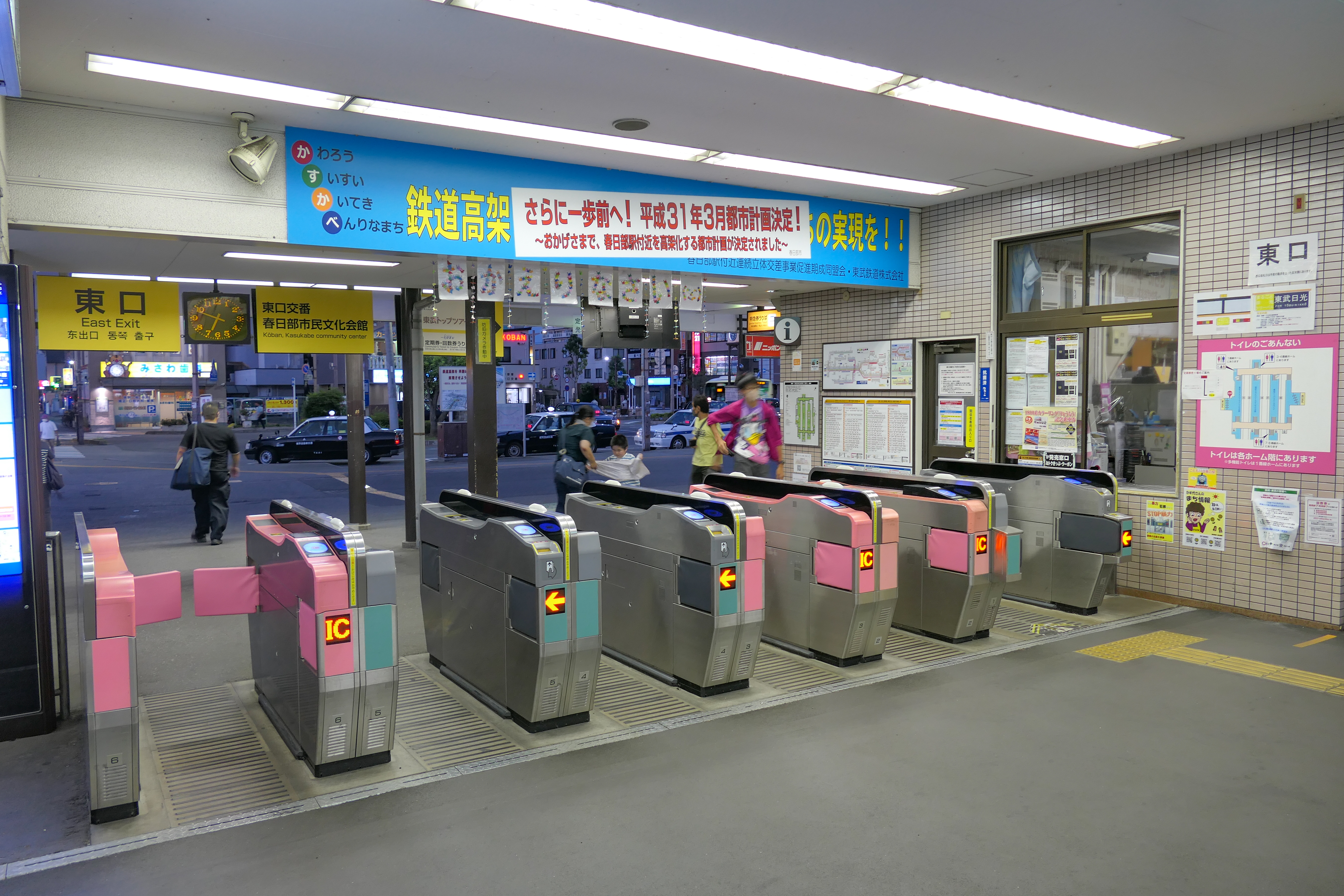
旧東口改札 （2021年8月）
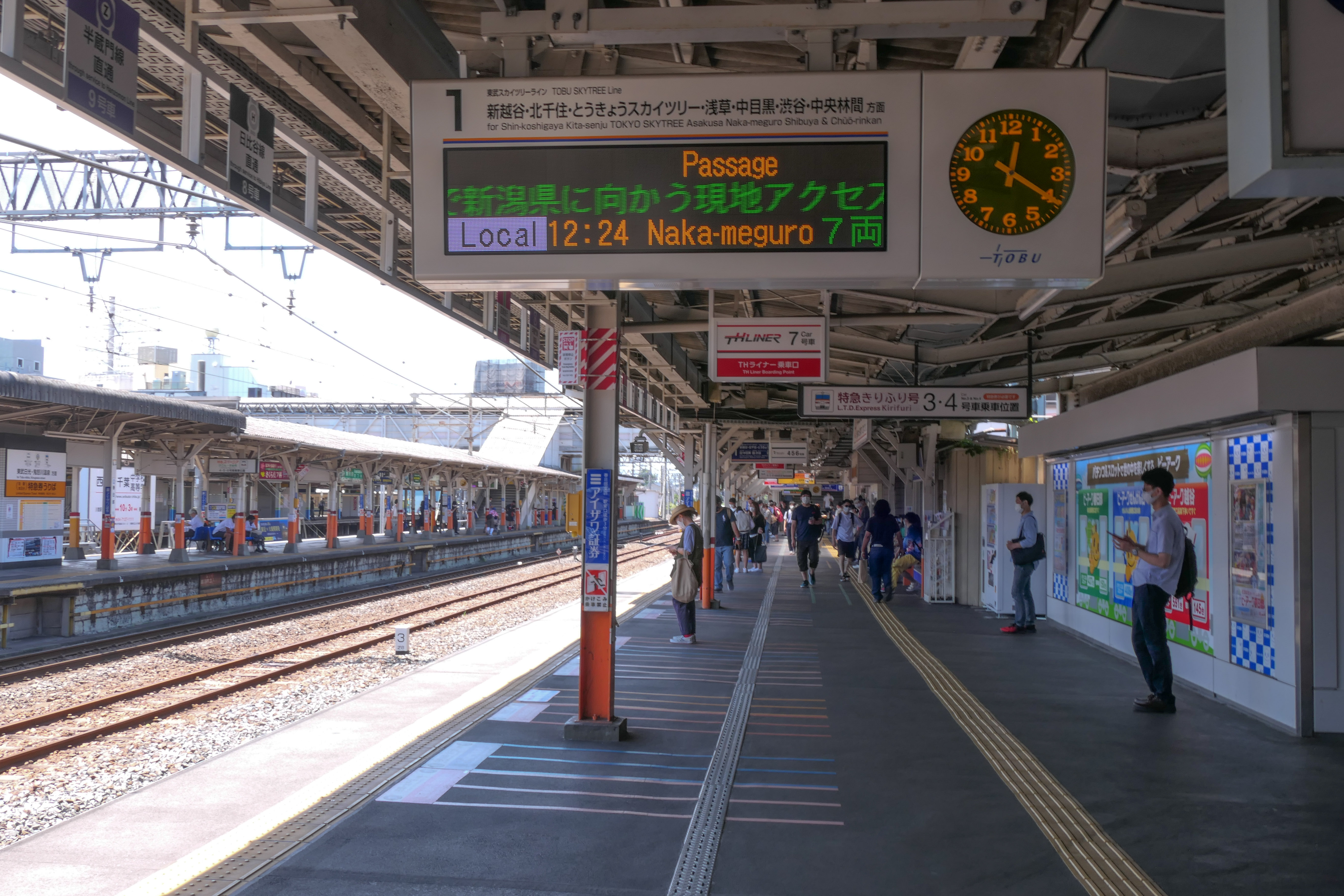
1番線ホーム （2021年7月）
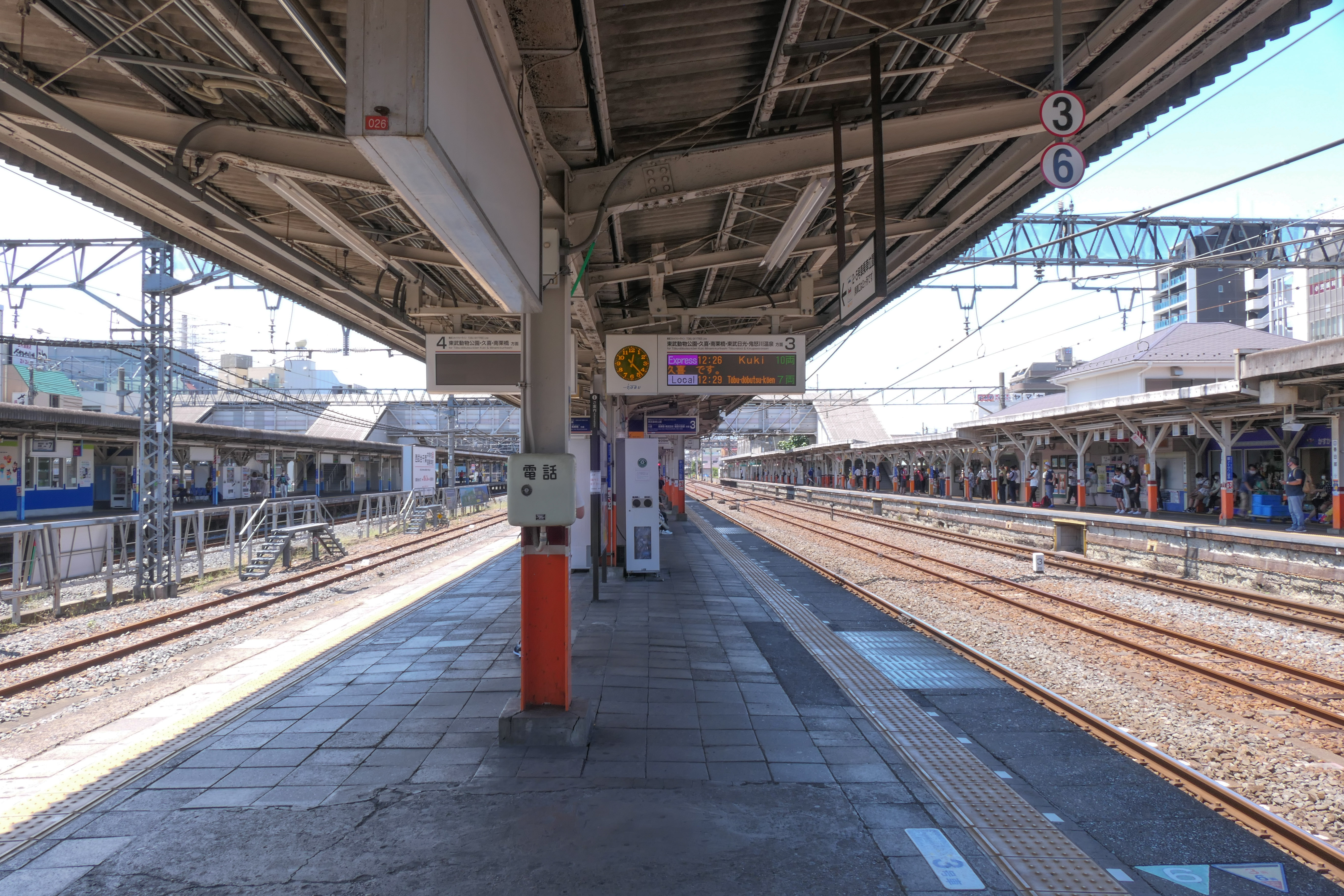
3・4番線ホーム （2021年7月）
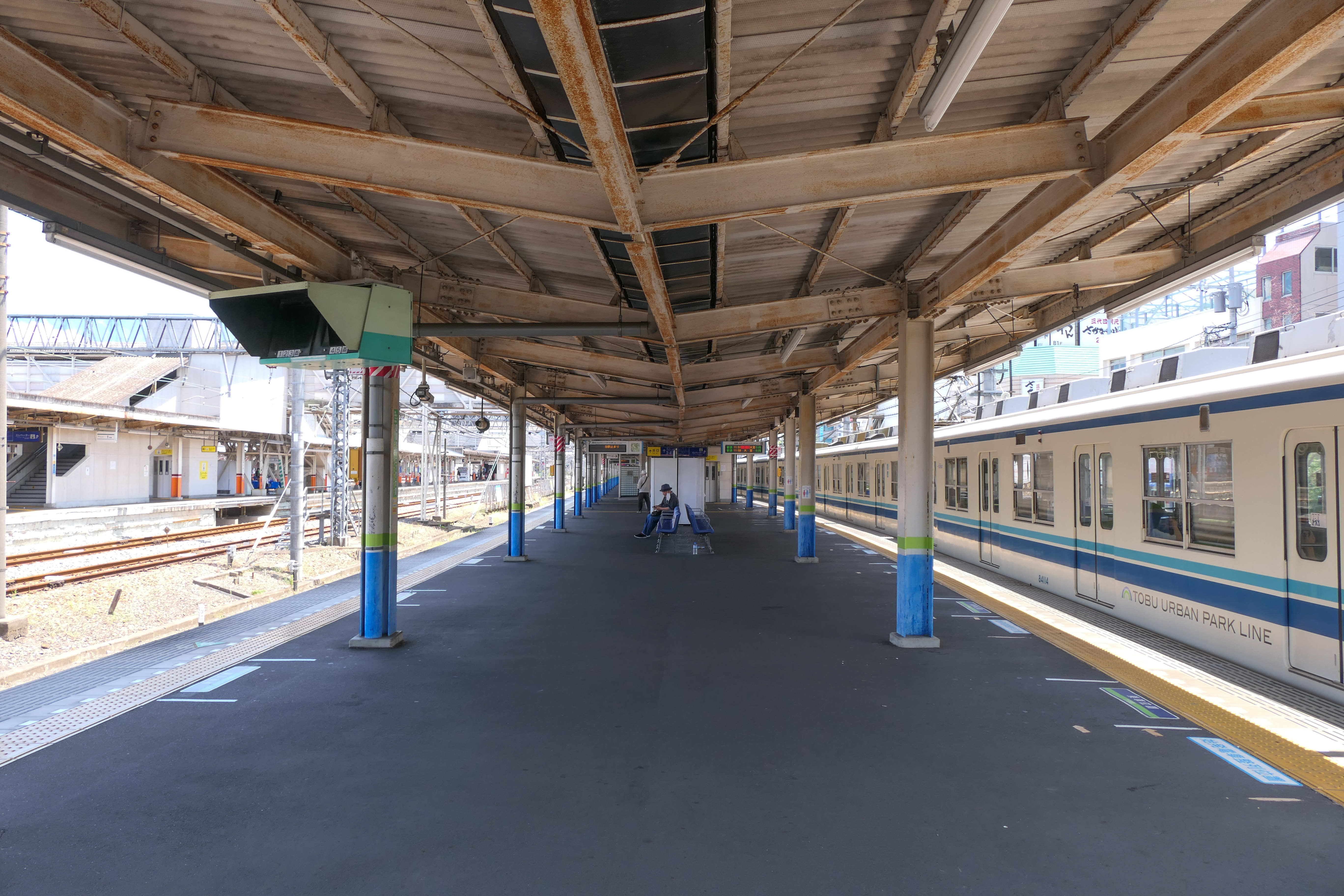
7・8番線ホーム （2021年7月）

#### 伊勢崎線（東武スカイツリーライン）
- 当駅へ停車する特急は、駅員が乗車時に特急券を確認するため、2・5号車のドアのみ開閉する（ドアカット）。
- 高架化工事に伴い、2024年（令和6年）5月12日初列車より上り線は仮ホームへ移転。それまでなかった2番線ホームが新設された。
- 仮（新）上りホームは、主に2番線からの発着となる。
- 4番線は主に下り列車の待避に使われるが、浅草・東武動物公園方面双方の渡り線を使用しての折返しも可能。野田線の大宮・柏方面双方の線路と接続していることから、特急「アーバンパークライナー」も使用していた。アーバンパークライナーの運転休止以降は、不定期に七光台支所へ所属する野田線車両の南栗橋工場への入出場にも用いられる。なお東武動物公園寄りにある渡り線は、上記の上り線線路切り替え工事に伴い、渡り線の線形を変更した関係で、ここを通る列車は制限速度20km/hに設定された。
- 5番線はホームがない留置線だが、線路の機能は4番線と同一。
- 臨時特急「スカイツリートレイン」は、太田発2号は当駅を通過し、日光線方面発着1・3・6・8号は停車していた。
- 朝通勤時に当駅始発準急（現・区間急行）列車が設定されていたが、2003年（平成15年）3月19日ダイヤ改正で廃止された。その後、2009年（平成21年）6月6日ダイヤ改正で当駅始発区間急行が土休日朝に再設定され、2013年（平成25年）3月16日ダイヤ改正で平日夜間に変更されたが、2017年4月21日ダイヤ改正で再度廃止された。なお、特急は朝4本（うち当駅6:07発スカイツリーライナー4号の1本は土休日ダイヤのみ運行）が始発、夜は4本（うち浅草18:49発の特急スカイツリーライナー1号春日部行は土曜日ダイヤのみ運転）が終着になる。
- 日比谷線直通電車では、2020年（令和2年）6月6日に有料座席指定列車「THライナー」の運転を開始し、当駅も停車駅となった。なお当駅では朝の恵比寿行が乗車のみ、夕方以降の久喜行は降車のみとなり、東武スカイツリーライン・伊勢崎線内のみの乗車はできない。
- 高架化工事前の旧東口改札は1番線ホームへ直結していた。上り方面にトイレ、下り方面に売店があり、かつてはカフェも併設されていた。駅舎に隣接して集約定期券売り場、東武トップツアーズ、特急券自動券売機が設置されていた。
- 高架化工事による変更前の2番線はホームがなく、上り回送列車の待避線としてのみ使用された。

#### 野田線（東武アーバンパークライン）

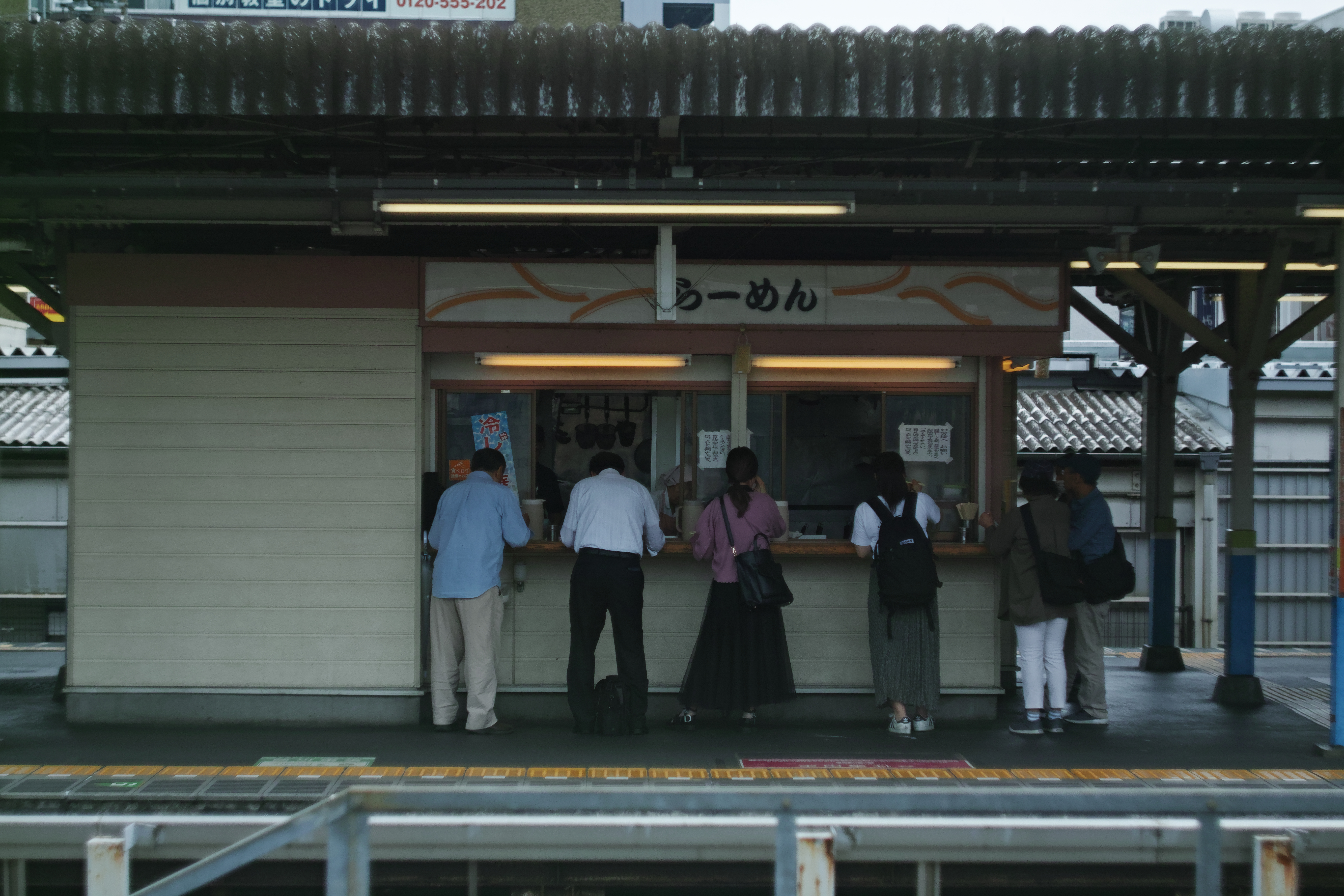
野田線ホームの立ち食いラーメン店

- 野田線は大宮駅 - 当駅間が複線、当駅 - 運河駅間が単線である（南桜井駅付近・梅郷駅付近は駅構内を延長）。上下線は柏寄りで合流し、一度伊勢崎線から分かれて盛り土を上り、伊勢崎線を跨ぐ。伊勢崎線と分かれる地点に3本の電留線と保守車両留置線がある。
- 東岩槻駅 - 当駅間複線化工事の際に、ホームを大宮寄りへ50 m程延伸し、柏寄りの50m程を廃止して、柏寄り上下線間に留置線2線が新設された。これを用いて、急行運行時間帯に大宮駅 - 当駅間区間列車が設定されている他、下り柏行（2016年（平成28年）3月26日ダイヤ改正以前は船橋行）初電も当駅始発となる。
- かつてはホームが現行より狭く、旧7番線の線路を撤去して電留線であった旧6番線の線路までホームを拡張したが、ホーム番号は今まで通り7・8番線とした。6番線が欠番となっているのはこのためである。
- 8番線のさらに西側に留置線が1線あったが廃止され、跡地は南側跨線橋の西口への接続のため転用された。
- ホームには「東武らーめん」と称する立ち食いラーメン店と売店、トイレがある。
- 浅草発特急「アーバンパークライナー1号」は4番線へ発着していた。

### 配線図
|                                               | ↑ 岩槻・大宮 方面                          |                                           |
| ← 新越谷・北千住 ・浅草・押上・ 中央林間 方面 | 東武鉄道 春日部駅 鉄道配線略図             | → 東武動物公園 ・日光・鬼怒川・ 久喜 方面 |
|                                               | ↓ 野田市・流山おおたかの森 ・柏・船橋 方面 |                                           |
| 凡例 出典:*                                   |                                            |                                           |

#### 発車メロディ
全ホームで、当駅がある春日部市を舞台にしたアニメ『クレヨンしんちゃん』の代表曲である「オラはにんきもの」が鳴動する。

## 高架化事業

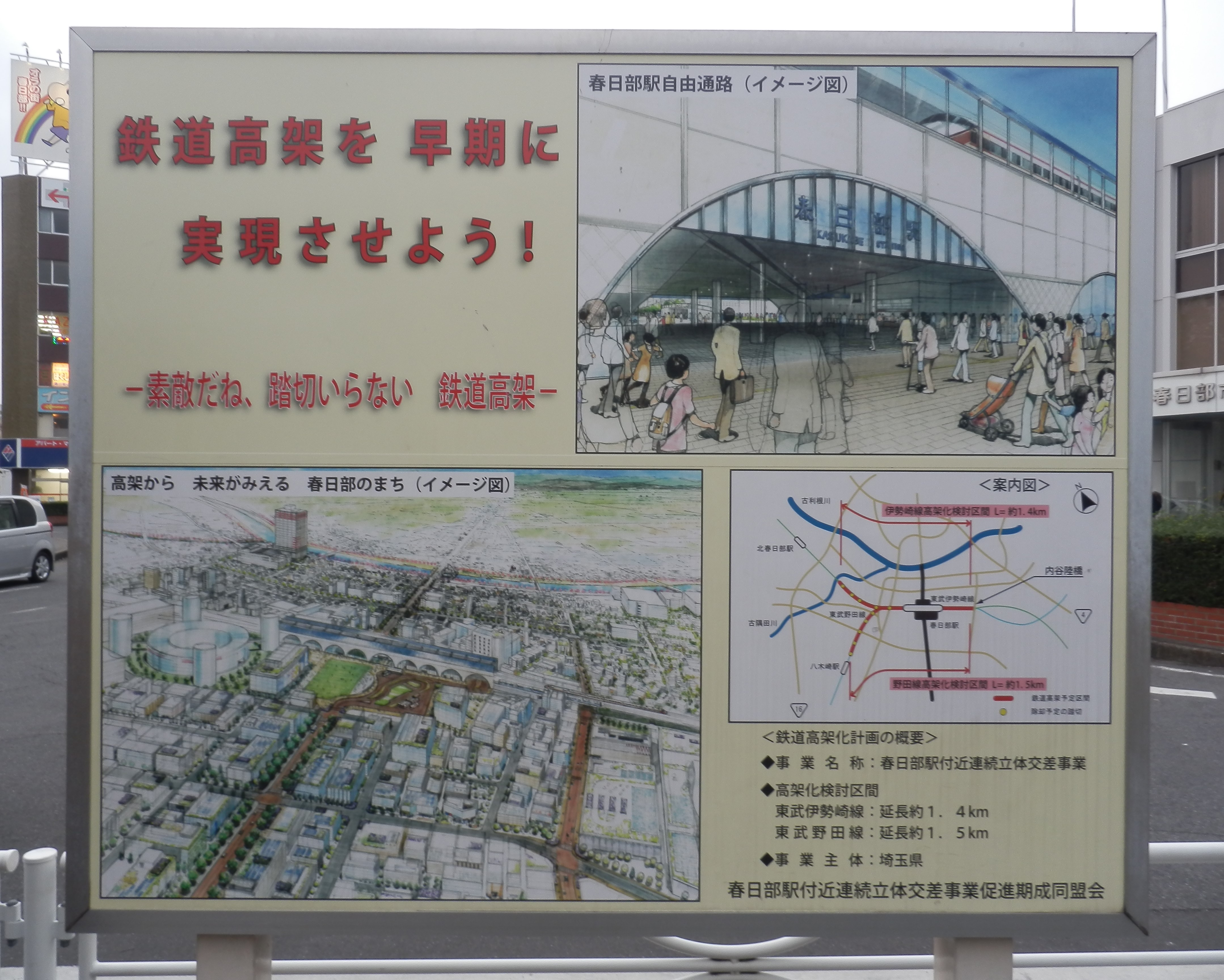
西口駅前にある早期立体化を求める看板

東武鉄道では春日部駅利用者の利便性向上のため、各ホームへのエレベーターの新設、浅草方跨線橋の西口改札連絡通路新設などの改良を行って来た。しかし、乗降人員だけで約7万人の利用があり、さらに伊勢崎線と野田線の乗換客が約6万人程加わるので、1日の駅の利用者は約13万人にも上り、構内は手狭である。
また、春日部市は中心市街地が伊勢崎線・野田線により分断された状況を解消するため、長年に渡り春日高架化を要望して来た。歩行者や自転車は駅舎に自由通路がないため、駅から約200 m東方にある富士見町地下道を通って行き来し、車は約400 m東方の内谷陸橋か、約200 m西方の伊勢崎線第124号踏切（埼玉県道2号さいたま春日部線）を使用せざるを得ない。地下横断歩道はバリアフリー仕様ではないため、駅付近で車椅子、ベビーカーが通行可能なのは、第124号踏切の1か所のみである。当該踏切は地元では「大踏切」と呼ばれ、埼玉県内でも有数の開かずの踏切として有名である。ピーク1時間あたりの踏切遮断時間は約57分で、県内最長である。そのため、高齢者や身体障害者などに配慮して、春日部市により、入場券や定期入場券購入費用補助制度も設けられている。西口駅前・東口駅前広場には早期高架化を求める看板が立っている。
2005年度（平成17年度）に県事業の国庫補助事業である連続立体交差事業着工準備採択を受けた。当初計画では内谷陸橋東側まで高架化される予定であったが、事業期間と事業費の圧縮を図り工事期間中の影響を最小限に抑えるため、2009年度（平成21年度）に事業計画を見直して内谷陸橋より西側を高架区間とした。また、当初計画では伊勢崎線上りホームを発着する線路が1線から2線に増加し、伊勢崎線が2面4線、野田線が1面2線の計3面6線となる予定であったが、2016年（平成28年）11月に東武鉄道から輸送改善計画が示され、野田線のホームを2面4線とした計4面8線となる予定に改められた。2018年度に説明会および公聴会が春日部市で開催され、第237回埼玉県都市計画審議会を経て2019年3月8日に都市計画決定。そして2019年12月に都市計画事業認可の告示がなされた。
順序としては、まず東口改札付近に仮のホームと線路を造り、伊勢崎線上り線を移設。その後同下り線と野田線を順次東口側に移動させ、西口側から既存線路の撤去・高架建設を行う。
これにより、東口側では伊勢崎線上り仮線を通すスペース確保のため、駅舎とその周辺の建物は撤去されることとなり、まず2020年（令和2年）11月に春日部駅東口交番の移転工事が着工。駅舎隣接のテナントビル2棟も2021年と2022年に解体撤去された。
2023年（令和5年）2月4日より、東口は仮駅舎へ移転した。伊勢崎線上り線の仮線新設に支障となるため2021年度（令和3年度）より移設工事が進められて来た富士見町地下道東口側出入口も工事が完了し、2023年（令和5年）9月11日から供用開始された。
東口仮駅舎供用開始後、伊勢崎線上り仮線および仮ホーム構築と、東口仮駅舎2Fと浅草方跨線橋を連絡する連絡通路整備工事が行われる。東口改札内コンコースと1番線ホームの間には当初、2階を経由しない連絡通路が設けられたが、工事進捗に伴い2023年（令和5年）9月23日と11月18日に立て続けに経路が変更されたのち、2024年（令和6年）2月2日限りで閉鎖された。翌2月3日からは、東口2階と浅草寄りの連絡通路（跨線橋）間を連絡する新通路の使用を開始した。2024年（令和6年）5月11日の最終列車をもって旧1番線ホームを閉鎖し、翌5月12日初列車より仮上りホーム（1・2番線）の使用を開始した。

## 利用状況
2024年度（令和6年度）の1日平均乗降人員は64,091人である。この値は、伊勢崎線・野田線間の乗換人員を含まない。
- 伊勢崎線内では北千住駅、新越谷駅、押上駅、草加駅、竹ノ塚駅に次ぐ第6位である。
- 野田線内では柏駅、大宮駅、船橋駅、流山おおたかの森駅に次ぐ第5位である。

近年の1日平均乗降・乗車人員の推移は以下の通り。
| 年度               | 1日平均 乗降人員 | 1日平均 乗車人員 | 出典       |
| ------------------ | ---------------- | ---------------- | ---------- |
| 1960年（昭和35年） | 16,443           |                  |            |
| 1965年（昭和40年） | 27,054           |                  |            |
| 1970年（昭和45年） | 33,249           |                  |            |
| 1975年（昭和50年） | 43,633           |                  |            |
| 1980年（昭和55年） | 54,246           |                  |            |
| 1985年（昭和60年） | 64,660           |                  |            |
| 1990年（平成02年） | 79,558           |                  |            |
|                    |                  |                  |            |
| 1997年（平成09年） | 78,250           |                  |            |
| 1998年（平成10年） | 75,742           |                  |            |
| 1999年（平成11年） | 74,259           | 37,197           |            |
| 2000年（平成12年） | 72,988           | 36,407           |            |
| 2001年（平成13年） | 70,997           | 35,743           |            |
| 2002年（平成14年） | 69,485           | 34,937           |            |
| 2003年（平成15年） | 68,685           | 34,524           |            |
| 2004年（平成16年） | 68,015           | 34,152           |            |
| 2005年（平成17年） | 68,184           | 34,232           |            |
| 2006年（平成18年） | 68,701           | 34,488           |            |
| 2007年（平成19年） | 71,502           | 35,963           |            |
| 2008年（平成20年） | 72,567           | 36,465           |            |
| 2009年（平成21年） | 71,300           | 35,743           |            |
| 2010年（平成22年） | 71,063           | 35,615           |            |
| 2011年（平成23年） | 70,636           | 35,305           |            |
| 2012年（平成24年） | 72,445           | 36,190           |            |
| 2013年（平成25年） | 73,666           | 36,814           |            |
| 2014年（平成26年） | 72,401           | 36,166           |            |
| 2015年（平成27年） | 73,634           | 36,756           |            |
| 2016年（平成28年） | 72,879           | 36,336           |            |
| 2017年（平成29年） | 72,856           | 36,317           |            |
| 2018年（平成30年） | 72,186           |                  | [ 東武 3 ] |
| 2019年（令和元年） | 71,071           |                  | [ 東武 4 ] |
| 2020年（令和02年） | 53,824           |                  | [ 東武 5 ] |
| 2021年（令和03年） | 57,647           | 28,763           | [ 東武 6 ] |
| 2022年（令和04年） | 61,279           | 30,550           | [ 東武 7 ] |
| 2023年（令和05年） | 63,817           | 31,808           | [ 東武 8 ] |
| 2024年（令和06年） | 64,091           | 31,941           | [ 東武 1 ] |

2000年代5カ年の路線別乗降人員の推移は、下表のとおりである。
| 年度               | 伊勢崎線 | 野田線 | 乗換人員 | 出典       |
| ------------------ | -------- | ------ | -------- | ---------- |
| 2004年（平成16年） | 50,458   | 17,557 | 58,807   | [ 統計 4 ] |
| 2005年（平成17年） | 49,985   | 18,199 | 59,351   | [ 統計 5 ] |
| 2006年（平成18年） | 50,230   | 18,470 | 59,531   | [ 統計 6 ] |
| 2007年（平成19年） | 51,525   | 19,978 | 60,373   | [ 統計 7 ] |
| 2008年（平成20年） | 51,773   | 20,794 | 61,516   | [ 統計 8 ] |

## 駅周辺

### 東口

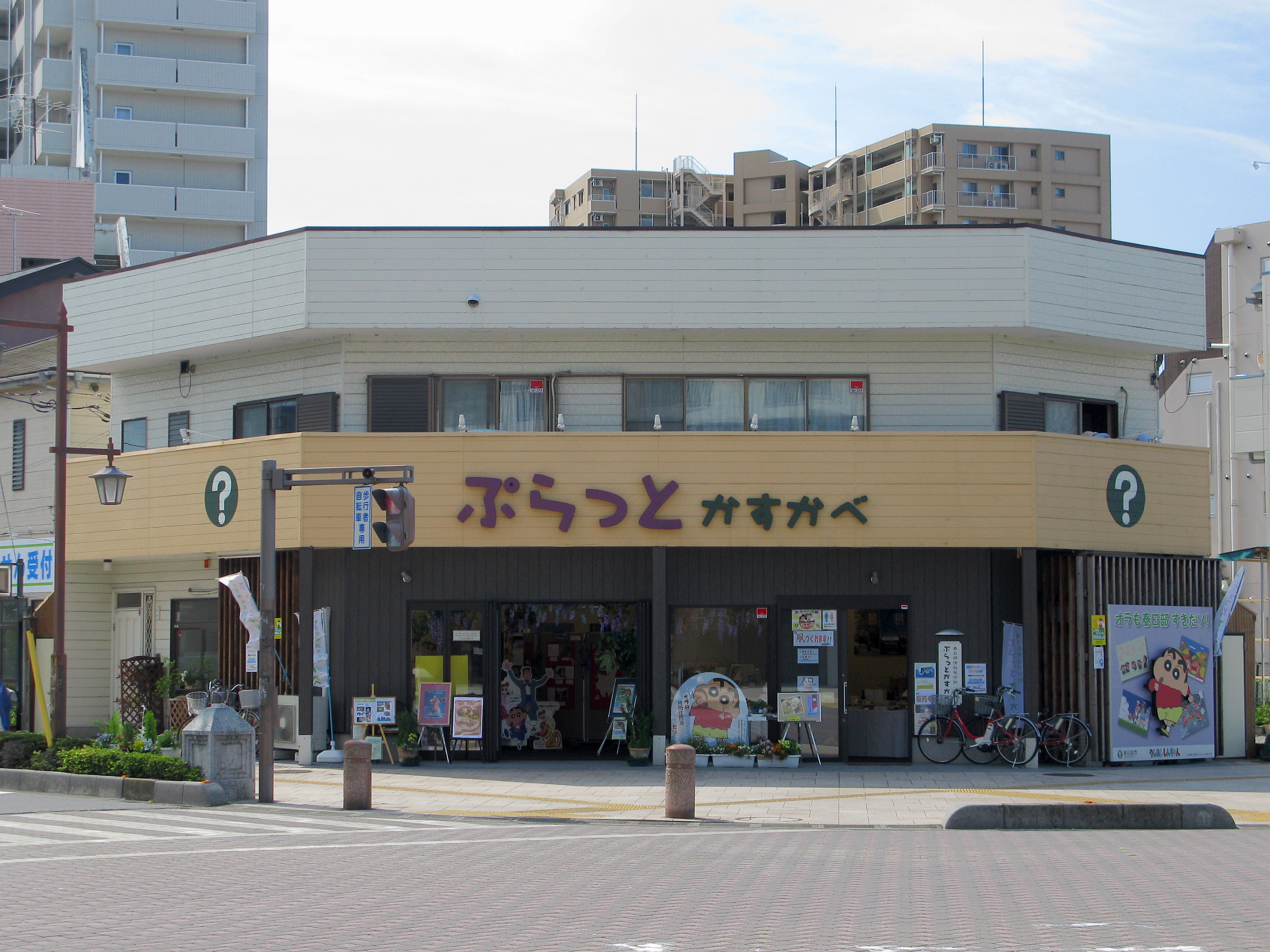
春日部情報発信館「ぷらっとかすかべ」

開設当初から駅の出入口が設置された。近年再開発に伴い駅前広場が整備された。日光街道宿場町の面影を残す古い民家がある。
- 埼玉りそな銀行 春日部支店
- 三菱UFJ銀行 春日部支店・春日部駅前支店
- 武蔵野銀行 春日部支店
- 埼玉縣信用金庫 春日部支店
- 群馬銀行 春日部支店
- 春日部仲町郵便局
- 匠大塚春日部本店（2016年（平成28年）2月に閉店した西武春日部店（←ロビンソン百貨店春日部店）跡地に[23]同年6月29日に開店[24]）
- 春日部市民文化会館
- 春日部市立中央図書館
- 春日部情報発信館「ぷらっとかすかべ」
- 春日部市立春日部中学校
- 埼玉県立春日部東高等学校
- 埼玉県立春日部女子高等学校
- さいたま東部市場
- ヤマダデンキ家電住まいる館YAMADA春日部本店

### 西口

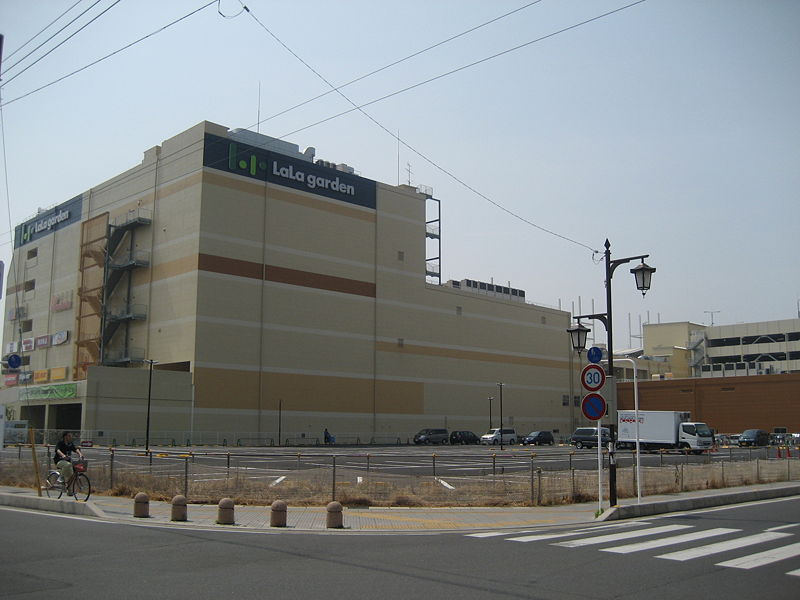
ララガーデン春日部

駅西口一帯の土地区画整理事業の進展に合わせて、1971年（昭和46年）12月1日に開設された。
- 埼玉りそな銀行 春日部西口支店
- みずほ銀行 春日部支店
- 三井住友銀行 春日部支店
- 足利銀行 春日部支店
- 埼玉縣信用金庫 春日部西口支店
- 川口信用金庫
- 中央労働金庫
- ララガーデン春日部
  - ヤオコー ララガーデン春日部店
  - ユナイテッド・シネマ
- サンヨーG&Bアウトレット
- 松実高等学園
- 春日部市役所
- 春日部市立医療センター
- 春日部警察署
- 春日部税務署
- 春日部公共職業安定所（ハローワーク）
- 埼玉県春日部地方庁舎
- 埼玉県東部地域ふれあい拠点施設 ふれあいキューブ
  - 春日部コンベンションホール
  - 埼玉県パスポートセンター春日部支所
  - 春日部市民活動センター
  - 春日部市保健センター
- 春日部郵便局
  - ゆうちょ銀行 春日部店
- 大沼総合運動公園
- かすかべ湯元温泉
- 春日部共栄中学高等学校
- 春日部住宅展示場
- 東横INN春日部駅西口

## バス路線
朝日自動車により運行される一般路線バスの他、春日部市コミュニティバス「春バス」、東武バスセントラル・東武バスウエストにより運行される深夜急行バスが発着する。

### 東口
| 乗り場 | 系統                 | 行先                  | 運行事業者                     | 備考     |
| ------ | -------------------- | --------------------- | ------------------------------ | -------- |
| 1      | KB55・KB56           | 関宿はやま工業団地    | 朝日自動車（境営業所）         |          |
| 1      | KB57                 | 庄和総合支所          | 朝日自動車（境営業所）         |          |
| 1      | KB54・KB52・KB53     | 関宿中央ターミナル    | 朝日自動車（境営業所）         |          |
| 1      | KB51                 | イオンモール春日部前  | 朝日自動車（境営業所）         |          |
| 2      | KB61・KB64           | 豊野工業団地          | 朝日自動車（杉戸営業所）       |          |
| 2      | KB62                 | 消防署前              | 朝日自動車（杉戸営業所）       |          |
| 2      | KB65                 | 【循環】 春日部駅東口 | 朝日自動車（杉戸営業所）       | 緑町循環 |
| 3      | 粕壁・幸松地区ルート | 北春日部駅入口        | 春バス（朝日自動車杉戸営業所） | 日曜運休 |
| 3      | 粕壁・幸松地区ルート | 小渕団地              | 春バス（朝日自動車杉戸営業所） | 日曜運休 |
| 3      | 粕壁・幸松地区ルート | 春日部駅西口          | 春バス（朝日自動車杉戸営業所） | 日曜運休 |

この他に平成エンタープライズ（加須営業所）が運行する、春日部駅東口 - ヤマダ電機前 - イオンモール春日部 - 龍Q館（一部） - 南桜井駅北口の路線があったが、2020年12月31日に廃止された。1 - 3番乗り場があるロータリーより先、auショップ前にバス停があった。

### 西口
| 乗り場 | 系統                 | 行先                   | 運行会社                       | 備考               |
| ------ | -------------------- | ---------------------- | ------------------------------ | ------------------ |
| 1      | KB11                 | 秀和総合病院           | 朝日自動車（杉戸営業所）       |                    |
| 2      | KB23                 | ウイング・ハット春日部 | 朝日自動車（杉戸営業所）       | 土休日のみ1本      |
| 2      | KB24                 | ウイング・ハット春日部 | 朝日自動車（杉戸営業所）       | 平日3本、土休日2本 |
| 2      | KB21                 | かすかべ温泉           | 朝日自動車（杉戸営業所）       | 早朝・夕 - 夜運転  |
| 2      | KB22                 | かすかべ温泉           | 朝日自動車（杉戸営業所）       | 朝 - 夕運転        |
| 3      | KB34                 | 春日部エミナース       | 朝日自動車（杉戸営業所）       |                    |
| 3      | KB35                 | 内牧彩光苑             | 朝日自動車（杉戸営業所）       |                    |
| 3      | KB31                 | 【循環】 春日部駅西口  | 朝日自動車（杉戸営業所）       |                    |
| 3      | KB32                 | 豊春第24公園           | 朝日自動車（杉戸営業所）       |                    |
| 4      | 粕壁・幸松地区ルート | 北春日部駅入口         | 春バス（朝日自動車杉戸営業所） | 日曜運休           |

以下のバスは降車のみ扱う。
- ミッドナイトアロー春日部 （上野駅・新越谷駅発、東武バスセントラル、平日深夜運行）

以下の深夜急行バスは廃止された。
- ミッドナイトアロー久喜・東鷲宮 （2020年（令和2年）10月30日廃止。上野駅・北千住駅・新越谷駅発、東武バスセントラル、平日深夜運行）
- ミッドナイトアロー岩槻・春日部 （2020年（令和2年）10月26日廃止。大宮駅発、東武バスウエスト、平日深夜運転）

## 作品における描写

春日部駅前に設置されている『クレヨンしんちゃん』の看板。

- らき☆すた：漫画・アニメで当駅と周辺が登場する。この他、鷲宮神社なども登場する。
- クレヨンしんちゃん：漫画・アニメで当駅と周辺が登場する。（テレビアニメ放送初期は「春我部駅」と表記）

上記に関連して、春日部駅限定で『クレヨンしんちゃん』とタイアップした交通広告の掲示を行う企業が相次いでいる。
- オイシックス・ラ・大地（2019年）[26]
- 東京ガス（2019年）[27]
- サントリー食品インターナショナル（2020年）[28]
- あさひ（2021年）[29]
- ニベア花王（2022年）[30]

## 隣の駅
東武鉄道
 東武スカイツリーライン
- ■特急「スペーシアX」・■特急「けごん」「きぬ」・■特急「リバティけごん」「リバティきぬ」「リバティ会津」停車駅、■特急「スカイツリーライナー」発着駅
- □THライナー停車駅（久喜行は降車のみ、恵比寿行は乗車のみ）

■急行・■区間急行
せんげん台駅 (TS 24) - 春日部駅 (TS 27) - 東武動物公園駅 (TS 30)
■準急・■区間準急・■普通
一ノ割駅 (TS 26) - 春日部駅 (TS 27) - 北春日部駅 (TS 28)
 東武アーバンパークライン
■急行・■区間急行
岩槻駅 (TD 06) - 春日部駅 (TD 10) - 藤の牛島駅 (TD 11)
■普通
八木崎駅 (TD 09) - 春日部駅 (TD 10) - 藤の牛島駅 (TD 11)